# Église Saint-Pierre de Berlin-Wilmersdorf

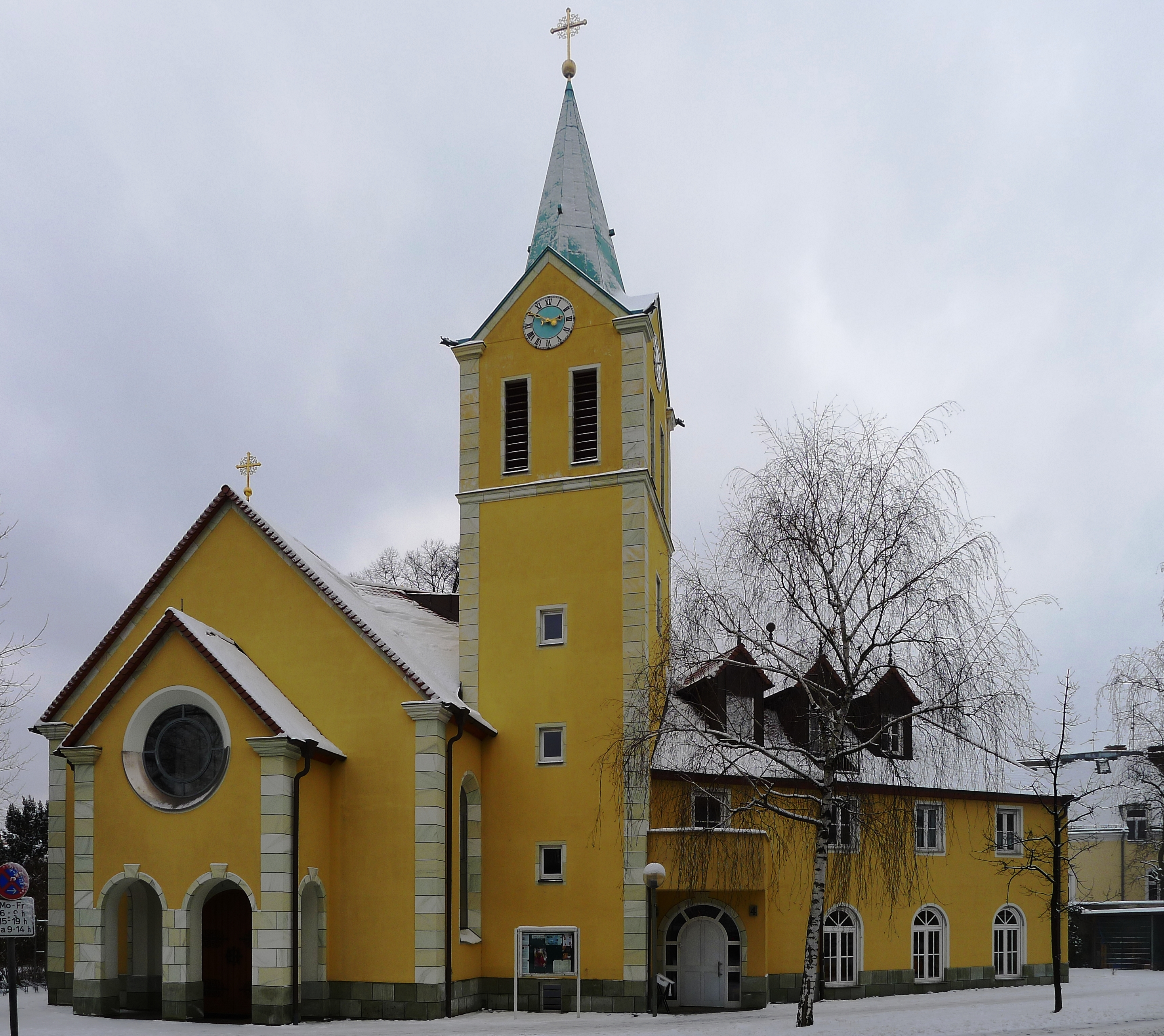
Vue de l'église Saint-Pierre

L'église Saint-Pierre (Sankt-Petrus-Kirche en allemand) est une église catholique située à Berlin-Wilmersdorf, sur la Dillenburger Straße. Cette église dédiée à saint Pierre appartient à la Fraternité sacerdotale Saint-Pie-X et le culte y est donc célébré en latin selon le missel romain de 1962.

## Histoire
C'est en 1978 que la Fraternité sacerdotale Saint-Pie-X s'implante à Berlin. La croissance de la communauté l'oblige à construire près de la Breitenbachplatz une église plus vaste, ce qui est fait entre 2002 et 2005. Les offices étaient auparavant célébrés dans un ancien mess d'officiers à Mehringdamm. L'église Saint-Pierre est construite en style éclectique traditionnel et a été financée uniquement sur les dons des fidèles. Les plans sont confiés à l'architecte Hermann Feller et l'église est terminée par Michael Kaune. Elle est consacrée par le Supérieur général de la fraternité, Mgr Fellay, le 25 mai 2013.

## Intérieur

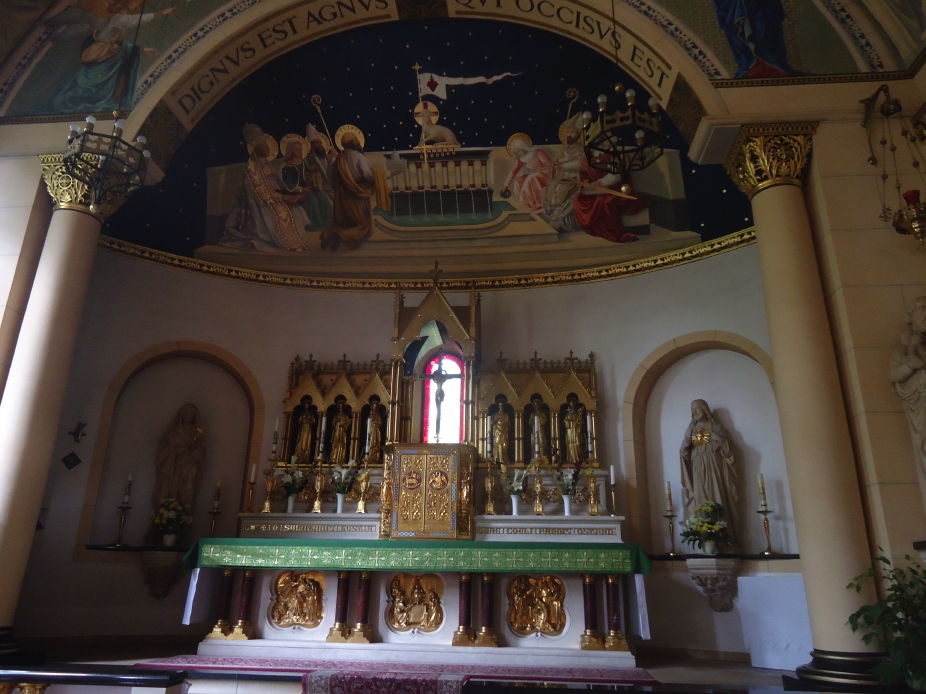
Maître-autel.

L'aménagement intérieur est composé d'œuvres provenant d'églises qui ont dû être fermées ou démolies, comme le grand maître-autel datant de 1754 et provenant d'une ancienne église jésuite de Bruxelles. 
Les voûtes de la nef à quatre travées et la décoration des murs sont d'inspiration Renaissance, dans le style de Ralf Lürig. La tribune qui se trouve au-dessus du portail comporte un orgue. On remarque devant l'abside un arc en baldaquin soutenu de colonnes. Le mur d'abside est peint d'une fresque de l'agneau de l'Apocalypse avec l'inscription ''Dignus est Agnus qui occisus est [accipere virtutem, et divinitatem, et sapientiam, et fortitudinem, et honorem] (Apocalypse de saint Jean, 5, 12).

## Orgue de Keates
L'orgue date de 1900 environ et provient de la maison Albert Keates ; il comporte 16 registres et 816 tuyaux, avec deux claviers manuels et à pédale. Il a été acquis en 2005 après la fermeture d'une église en Angleterre et a été restauré par la maison bavaroise Mallersdorf-Pfaffenberg. Il est terminé en février 2009 et  il est béni en mars suivant.
L'instrument est disposé de la manière suivante:
| I Great C–c4  |    |
| Open Diapason | 8′ |
| Clarabella    | 8′ |
| Dulciana      | 8' |
| Principal     | 4′ |
| Wald Flute    | 4′ |
| Fifteenth     | 2′ |
| Clarinette    | 8′ |

| II Swell C–c4   |    |
| Diapason ouvert | 8′ |
| Gedact          | 8′ |
| Viole de gambe  | 8′ |
| Voix célestes   | 8′ |
| Gemshorn        | 4′ |
| Cornopéon       | 8′ |
| Hautbois        | 8′ |

| Pedal C–f1 |     |
| Bourdon    | 16′ |
| Bass Flute | 08′ |

- Accouplements:
  - Normal: II/I, I/P, II/P
  - Octave

## Cloches
Les cloches de bronze de l'église Saint-Pierre sont fondues en 2002 par la maison autrichienne Grassmayr d'Innsbruck. Elles sont bénies le 1er avril 2002 par Mgr Fellay. Elles sont baptisées Jesus Christus, Mater Dei, Joseph et Liboire et sauf la première sont imagées.
| Cloches        | Diamètre | Poids  | Ton  | Inscription latine    | Traduction                      |
| -------------- | -------- | ------ | ---- | --------------------- | ------------------------------- |
| Christusglocke | 116 cm   | 960 kg | f'   | REX GLORIAE           | Roi de Gloire                   |
| Marienglocke   | 096 cm   | 560 kg | as'  | GRATIA IN LABIIS TVIS | Grâce sur tes lèvres            |
| Josephsglocke  | 086 cm   | 385 kg | b'   | DOMINVS DOMVS DEI     | Protecteur de la maison de Dieu |
| Liboriusglocke | 075 cm   | 250 kg | des" | GLORIA LIBORII        | Gloire de Liboire               |

## Vie paroissiale
Trois prêtres sont au service de la communauté de Saint-Pierre, avec son prieuré. La messe est célébrée tous les jours dans la forme tridentine du rite romain et une grand-messe chantée est célébrée le dimanche, en plus de la messe basse du matin et de la messe du soir. Le catéchisme des enfants est également assuré avec des dames catéchistes et les prêtres animent aussi avec des laïcs différents mouvements de jeunesse (par exemple le KJB). Un service de catéchèse est dispensé aussi pour les adultes convertis et pour les catéchumènes. Le sacrement de confession est assuré, ainsi qu'une permanence d'écoute et de dialogue.